# Nagybőgős
Nagybőgős a zenekarban az a zenész, aki nagybőgőn játszik.

## Híres nagybőgősök

### Komolyzene
- Domenico Dragonetti
- Giovanni Bottesini
- Szergej Alekszandrovics Kuszevickij
- Edouard Nanny
- Franz Simandl
- Marc-Antoine Bonanomi
- Mette Hanskov
- Václav Hoskovec
- Gary Karr
- Jorma Katrama
- Thomas Martin
- Josef Niederhammer
- Quirijn van Regteren Altena
- Jean-Marc Rollez
- Joel Quarrington
- Franz Simandl
- Klaus Stoll
- Lőrinszky Attila
- Ludwig Streicher

### Jazz
- Gary Peacock
- Arild Anderson
- Jimmy Blanton
- Ray Brown
- Ron Carter
- Stanley Clarke
- Richard Davis
- Palle Danielsson
- Eddie Gomez
- Charlie Haden
- Dave Holland
- Alphonso Johnson
- Scott LaFaro
- Günther Lenz
- Charles Mingus
- Red Mitchell
- George Mraz
- Niels-Henning Ørsted Pedersen
- Oskar Pettiford
- Barre Phillipps
- Esperanza Spalding
- Bronislaw Suchanek
- Steve Swallow
- Henry Texier
- Peter Trunk
- Miroslav Vitous
- Eberhard Weber
- Jimmy Woode
- Reggie Workman

## Külső hivatkozások
- A Nagybőgősök honlapja